# Шахтная клеть
Ша́хтная клеть — транспортная кабина, предназначенная для подъёма по шахтному стволу (наклонному или вертикальному) вагонеток с полезным ископаемым (рудой) или спуска-подъёма людей, оборудования и др.

## Характеристики
- грузоподъёмность — до 150 кН
- расстояние между проводниками — до 2800 мм
- расстояние от оси клети — до 790 мм
- масса — до 25 т
- диаметр головного каната — до 60.5 мм
- колея пути в клети — до 900 мм

## Применение
- спуск-подъём людей
- транспортировка порожних и гружёных вагонеток
- доставка материалов по вертикальным стволам шахт на предприятиях горнодобывающей промышленности

## Рабочие инструменты шахтных клетей
- подвеска
- стопорные устройства
- канаты
- рельсы

## Классификация шахтных клетей
- деревянные двухсторонние
- рельсовые двухсторонние
- рельсовые односторонние
- коробчатые двухсторонние
- канатные